# Neuguinea-Moosmäuse

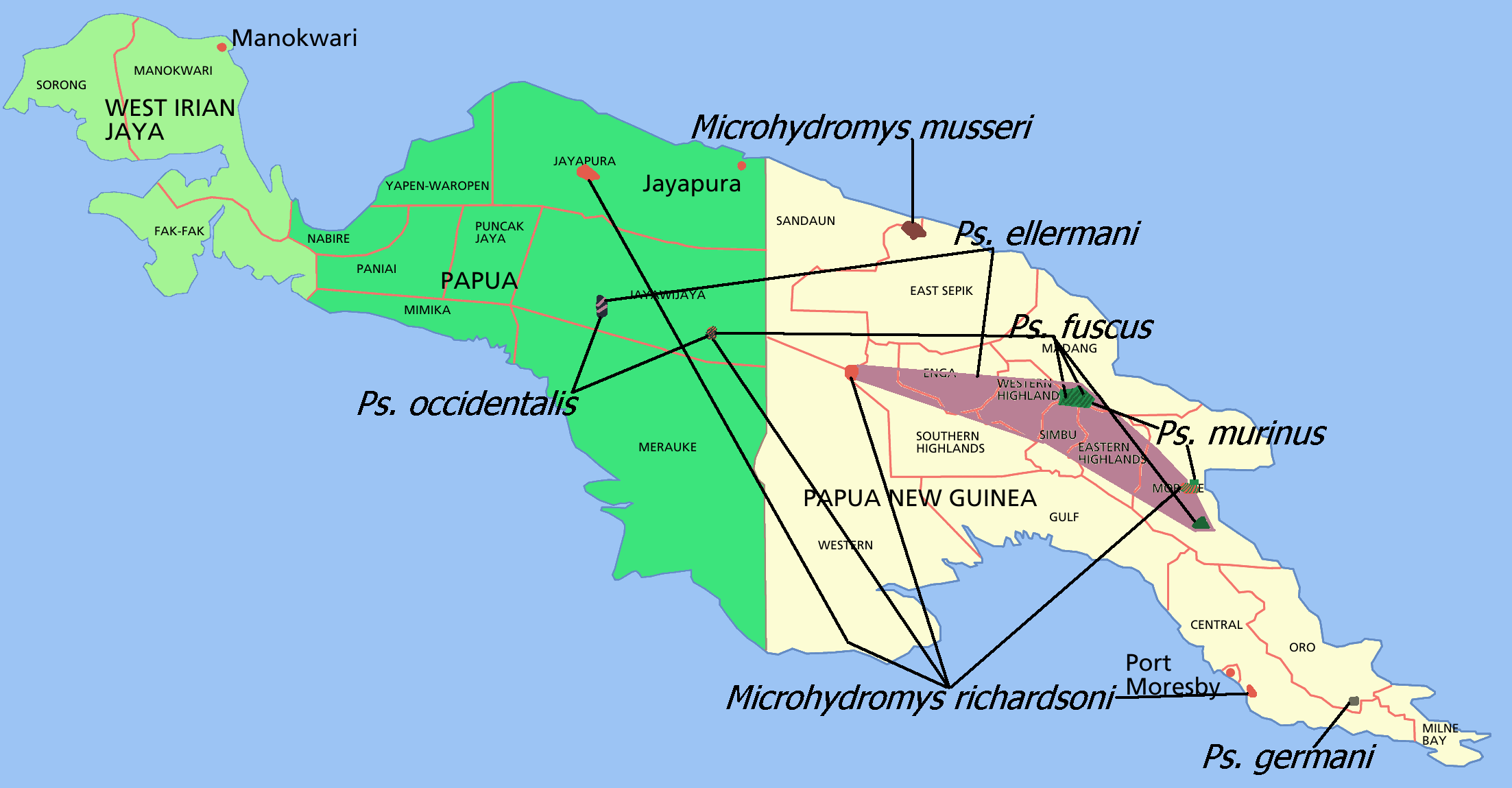
Verbreitungskarte der Neuguinea-Moosmäuse

Die Neuguinea-Moosmäuse (Pseudohydromys) sind eine Nagetiergattung aus der Gruppe der Altweltmäuse (Murinae). Die Gattung umfasst zwölf Arten, die alle auf Neuguinea beheimatet sind.
Diese Nagetiere erreichen eine Kopfrumpflänge von 7 bis 12 Zentimetern, hinzu kommt noch ein 9 bis 10 Zentimeter langer Schwanz. Das Gewicht dieser Tiere beträgt 13 bis 20 Gramm. Ihr Fell ist an der Oberseite dunkelbraun oder dunkelgrau gefärbt, die Unterseite ist heller. Die Schnauze ist langgestreckt, der Schädel flach. Die Zehen sind durch kleine, schwimmhautähnliche Membranen verbunden.
Sie sind auf Neuguinea verbreitet. Ihr Lebensraum sind Gebirgswälder bis in 3600 Meter Seehöhe. Trotz des Gattungsnamens, der eine Ähnlichkeit zu den Schwimmratten (Hydromys) suggeriert, zeigen sie keine Anpassungen an das Wasserleben, sondern sind Landbewohner. Ihre Nahrung besteht vorwiegend aus Insekten.

## Arten
Es werden 12 Arten unterschieden:
- Pseudohydromys berniceae
- Pseudohydromys carlae
- Pseudohydromys eleanorae
- Das Shaw-Mayer-Maus (Pseudohydromys ellermani) hat als einziges Nagetier nur einen Molar pro Kieferhälfte und somit die wenigsten Zähne aller Nagetiere. Früher wurde sie in die Gattung Mayermys eingegliedert.
- Pseudohydromys fuscus ist im östlichen Neuguinea verbreitet. Sie wurde früher in die monotypische Gattung Neohydromys eingegliedert.
- Pseudohydromys germani wurde erst 2005 beschrieben und ist nur von einer Stelle im äußersten Südosten Neuguineas bekannt.
- Östliche Moosmaus (Pseudohydromys murinus) bewohnt das östliche Neuguinea.
- Pseudohydromys musseri (Flannery, 1989) ist nur von einem einzigen Exemplar bekannt, das 1972 im nördlichen Neuguinea gefunden wurde. Diese Art hat ein bräunliches Fell. Pseudohydromys musseri wurde lange Zeit zur Gattung Microhydromys gezählt, jedoch 2009 wieder in die Gattung Pseudohydromys gestellt.[1]
- Westliche Moosmaus (Pseudohydromys occidentalis) ist von zwei Populationen im mittleren Neuguinea bekannt.
- Pseudohydromys patriciae
- Pseudohydromys pumehanae
- Pseudohydromys sandrae

Für P. germani, P. occidentalis und P. Musseri gibt es zu wenig Daten, die übrigen drei Arten sind laut Angaben der IUCN nicht gefährdet.
Systematisch wird die Gattung innerhalb der Altweltmäuse in die Xeromys-Gruppe eingeordnet.